# Parti Blanc (Comores)
Le Parti Blanc ou parti des « turbans blancs » parti Blanc fondé par Said Ibrahim bin Said Ali. 
En mai 1972, Said Ibrahim, chef du gouvernement, décide d'effectuer une épuration, mutant les fonctionnaires du parti Vert à des postes moins gênants et au profit de certains de ces amis politiques comme les partisans d'Ali Soilih, plus proche du peuple que les membres de son parti.
Bon nombre de jeunes notables comme Mouzaoir Abdallah qui suivaient le prince Said Ibrahim par fidélité à son rang et tradition, le quittent pour fonder le Rassemblement démocratique du peuple comorien qui s'allie avec les verts. Ce groupe garde le nom de parti Blanc.